# ЦИМ-1
«ЦИМ-1» — первая в СССР электронная цифровая интегрирующая машина.

## История
В 1960-е годы в Институте автоматики и телемеханики АН СССР выдвинута и разработана концепция построения узлов управляющих вычислительных машин из элементарных цифровых интеграторов авторов Ф. В. Майорова, Ю. В. Ковачича, В. В. Бельгия, A. M. Шевченко.
В 1965 году опытный образец ЦИМ разработан и изготовлен под руководством В. Ф. Гражданкина в опытном конструкторском бюро «Молния» (ныне — Уфимское научно-производственное предприятие «Молния»). Первый экземпляр принят Государственной комиссией в 1965 году, и прошёл стадию опытной эксплуатации в Филёвском филиале Центрального конструкторского бюро машиностроения.